# خرستان
خرستان یک کتاب شامل ۳۱ داستان طنز به قلم لوریس چکناواریان آهنگساز  ارمنی‌تبار اهل ایران است که توسط انتشارات صدای معاصر منتشر شده‌است، طراحی‌های این کتاب توسط یارتا یاران انجام شده آیین معرفی و جشن امضای نخستین کتاب طنز لوریس چکناواریان با عنوان «خرستان» عصر شنبه با حضور لوریس چکناواریان، اکبر عالمی، محمود دولت‌آبادی، خسرو سینایی و یارتا یاران در فروشگاه مرکزی شهر کتاب برگزار شد.